# Clone (empresa)
A Clone foi uma empresa de informática brasileira. Possuía escritórios nas cidades de São Paulo, Shenzhen (China) e Taipei (Taiwan), além de uma fábrica em Varginha, no estado brasileiro de Minas Gerais.
Em 2004, cerca de 15% do faturamento total da empresa foi de câmeras digitais. Em 2010, a empresa lançou a sua linha periféricos para Wii, PlayStation 2 e PlayStation 3.